# Mehdi Marzouki
Mehdi Marzouk (Noisy-le-Sec, 26 maggio 1987) è un pallanuotista francese. Vanta nel suo palmarès sette campionati francesi e quattro Coppe di Francia, vinte tutte con la calottina del Marsiglia.